# Kali phosphat

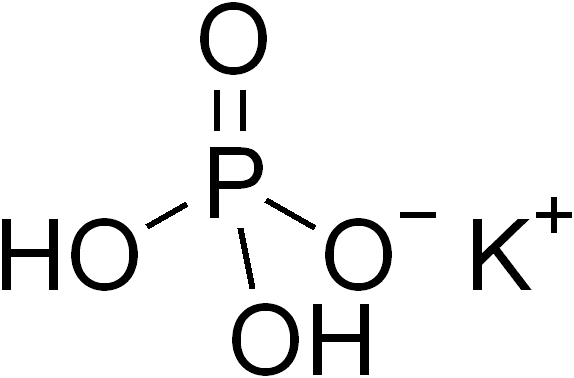
Kali đihiđrophosphat

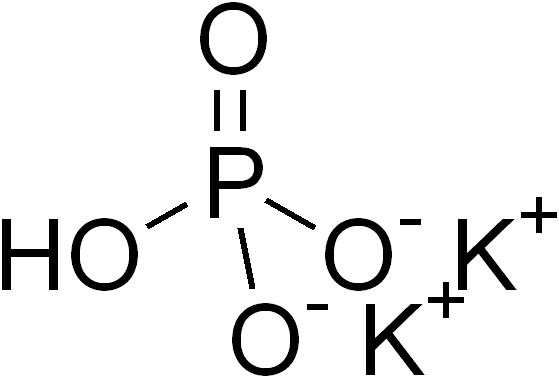
Kali hiđrophosphat

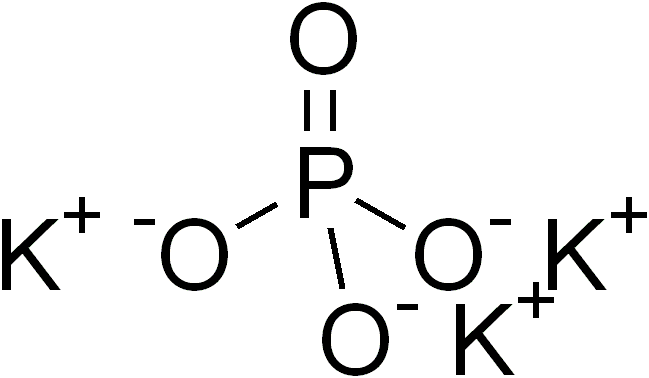
Kali phosphat

Kali phosphat là một thuật ngữ chung cho muối của kali và phosphate ion bao gồm:
- Kali đihiđrophosphat (KH2PO4) (khối lượng phân tử khoảng: 136 g/mol)
- Kali hiđrophosphat (K2HPO4) (khối lượng phân tử khoảng: 174 g/mol)
- Trikali phosphat (K3PO4) (khối lượng phân tử khoảng: 212.27 g/mol)

Với tư cách thực phẩm chất phụ gia, kali phosphat có số E E340.